# Leonora Jakupi
Leonora Jakupi, född 3 mars 1979 i Skënderaj i Kosovo, är en albansk sångerska. Hon sjunger låtar inom genrerna pop- och folkmusik. Jakupi bor i Pristina, Kosovos huvudstad. År 2011 deltog hon i Kënga Magjike 13 med låten "Këngë e pa kënduar" med vilken hon vann pris för bästa produktion.

## Diskografi

### Singlar
- 1997 - "O bo bo" (O Bo Bo)
- 1997 - "Nuk me duhet gjermania"
- 1998- "A vritet pafajsia?"
- 1999 - "Në zemër të me ndjesh"
- 2001 - "Sahara" (Sahara)
- 2003 - "Ti nuk ekziston"
- 2005 - "Ende të dua"
- 2005 - "As Mos provo"
- 2006 - "Zemra të kërkon"
- 2009 - "Ky eshtë fundi"
- 2010 - "Puthja jote"
- 2010 - "I harruar"
- 2011 - "Iluzion"
- 2013 - "Së ndaloj"
- 2014 - "Vajza e kojshisë"
- 2014 - "Ma ngat"